# Eugen Meindl
Eugen Albert Max Meindl (* 16. Juli 1892 in Donaueschingen; † 24. Januar 1951 in München) war ein deutscher General der Fallschirmtruppe während des Zweiten Weltkrieges.

## Leben

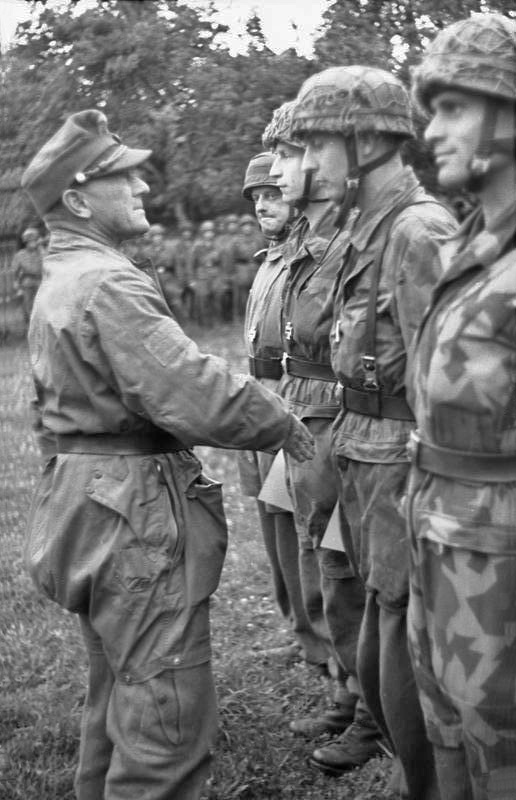
General Eugen Meindl bei der Verleihung von Auszeichnungen/Orden an Fallschirmjäger am 21. Juni 1944

Meindl trat am 27. Juli 1912 als Fahnenjunker in das 2. Unter-Elsässische Feldartillerie-Regiment Nr. 67 der Preußischen Armee in Hagenau ein und avancierte am 17. Februar 1914 zum Leutnant. Im Ersten Weltkrieg war er zunächst Zug-, später Batterieführer und Adjutant beim Artillerie-Kommando 52. Für sein Wirken wurde er mit beiden Klassen des Eisernen Kreuzes, dem Ritterkreuz II. Klasse des Albrechts-Ordens und des Ordens vom Zähringer Löwen mit Schwertern, dem Österreichischen Militärverdienstkreuz III. Klasse mit der Kriegsdekoration und dem Eisernen Halbmond ausgezeichnet. Den Krieg beendete er als Oberleutnant (seit 18. April 1917); danach wurde er in die Reichswehr übernommen.
Es folgten Verwendungen bei verschiedenen Artillerieregimentern und seine Beförderung zum Hauptmann am 1. August 1924. Mit Wirkung zum 15. September 1933 wurde er an die Artillerieschule Jüterbog kommandiert. Er wurde am 1. April 1934 zum Major befördert und war in der Folgezeit Kommandeur der I. Abteilung des Artillerie-Regiments 5 in Donaueschingen. In der Zwischenzeit am 2. August 1936 zum Oberstleutnant befördert, wurde er am 10. November 1938 Kommandeur des Gebirgs-Artillerie-Regiments 112 in Graz, welches der 3. Gebirgs-Division unterstellt war.

### Zweiter Weltkrieg
Mit diesem Verband nahm Meindl, nachdem er am 1. April 1939 zum Oberst befördert worden war, bei Ausbruch des Zweiten Weltkriegs zunächst am Überfall auf Polen teil und wurde danach mit der „Gruppe Meindl“ bei der Besetzung Norwegens in Narvik eingesetzt. Am 31. Oktober 1940 schied er aus dem Heer aus und wurde am 1. November 1940 in die Luftwaffe übernommen. Am 1. Januar 1941 erfolgte die Beförderung zum Generalmajor.
Am 16. Mai 1941 übernahm Meindl den Befehl über die Kampfgruppe West für den Einsatz auf Kreta. Am 20. Mai 1941 nahm er am Unternehmen Merkur teil und war, trotz einer schweren Verwundung, maßgeblich an der Einnahme des operativ wichtigen Flugplatzes Maleme beteiligt. Dafür erhielt er das Ritterkreuz des Eisernen Kreuzes und wurde im Wehrmachtbericht erwähnt.
Nach einem längeren Lazarettaufenthalt wurde er am 26. Februar 1942 Kommandeur der Luftwaffen-Division Meindl, die später in 21. Luftwaffen-Feld-Division umbenannt wurde. Mit ihr wurde er an der Ostfront bei den Kämpfen um Staraja Russa, Demjansk und Cholm eingesetzt und am 27. Juli 1942 mit dem Deutschen Kreuz in Gold ausgezeichnet. Mit Wirkung zum 1. Oktober 1942 wurde er zum Kommandierenden General des XIII. Flieger-Korps ernannt. Am 1. Februar 1943 erfolgte seine Beförderung zum Generalleutnant. Er wurde am 1. August 1943, bei gleichzeitiger Versetzung in das Oberkommando der Luftwaffe, Inspekteur der Luftwaffen-Inspektion 18 „Lw.-Feldverbände“. Ab 5. Februar 1943 übernahm er als Kommandierender General das II. Fallschirm-Korps und war mit diesem Verband unmittelbar an den Kämpfen nach der Invasion der Alliierten in Frankreich beteiligt. Am 1. April 1944 wurde er zum General der Fallschirmtruppe befördert. Für seine Führungsleistung im Kessel von Falaise erhielt er das Eichenlaub zum Ritterkreuz des Eisernen Kreuzes (564. Verleihung). Mit den Resten seines Großverbandes kämpfte er bis Kriegsende noch an der Westfront in den Niederlanden und in Deutschland bei Wesel.
Meindl war vom 25. Mai 1945 an in US-amerikanischer Kriegsgefangenschaft, aus der er am 29. September 1947 entlassen wurde. Er verstarb Anfang 1951 überraschend an einem Herzschlag und wurde in Donaueschingen begraben.